# Langenhagen (Techentin)
Das Dorf Langenhagen bildet seit dem 7. Juni 2009 zusammen mit Below, Techentin, Augzin, Mühlenhof, Zidderich und Hof Hagen die Gemeinde Techentin, die zum Amt Goldberg-Mildenitz im Landkreis Ludwigslust-Parchim in Mecklenburg-Vorpommern gehört. Zur früheren Gemeinde Langenhagen gehörte der Ortsteil Hof Hagen.

## Geografie und Verkehr

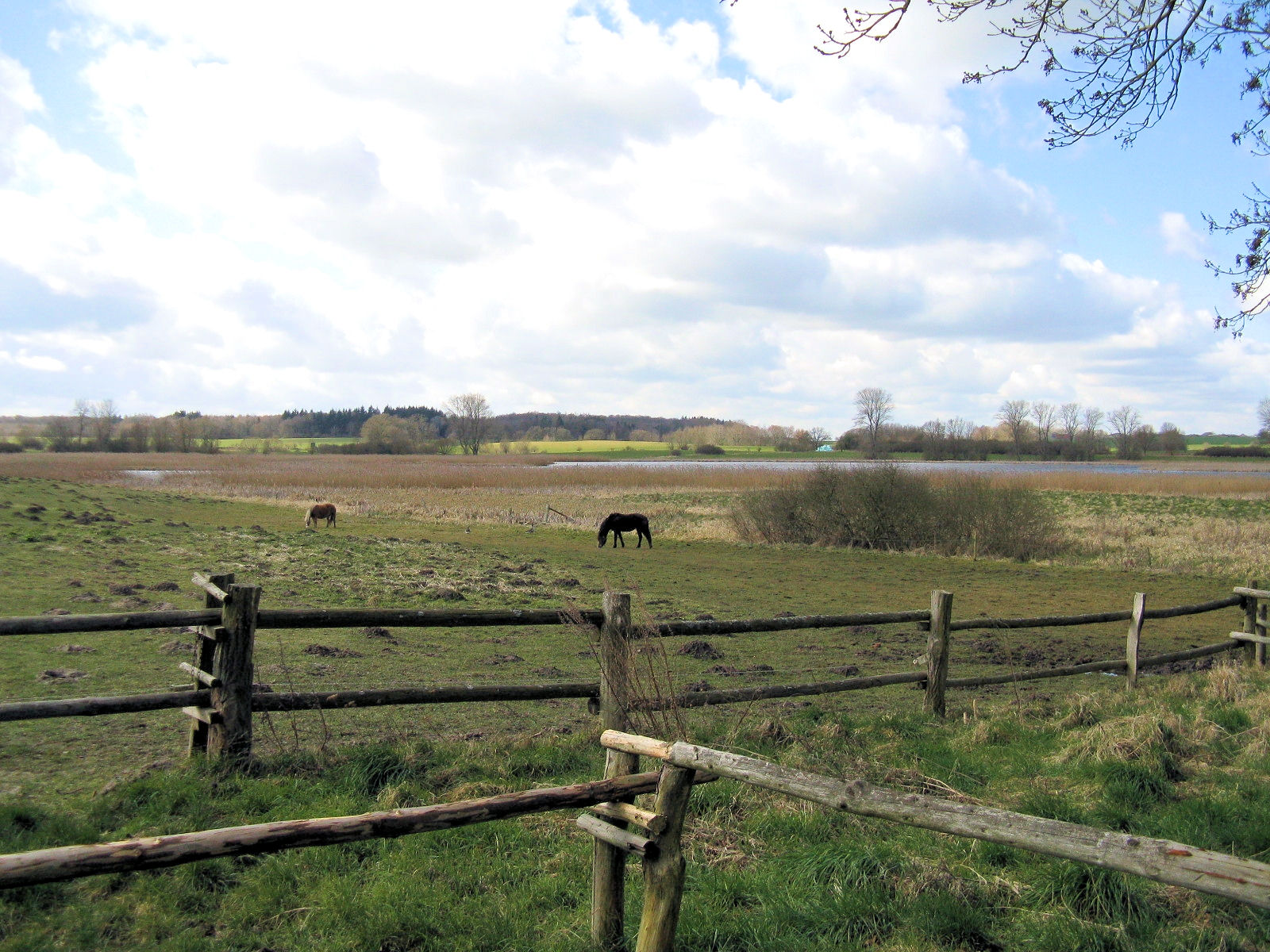
Langenhägener Seewiesen

Langenhagen liegt vier Kilometer südwestlich von Goldberg und 20 Kilometer südöstlich von Sternberg am Westrand des Naturparks Nossentiner/Schwinzer Heide. Es erstreckt sich östlich und südlich um einen großen Flachsee im Naturschutzgebiet Langenhägener Seewiesen. Östlich befinden sich mit dem Eckernkamp und dem Zieglerholz zwei größere Waldgebiete, im Süden liegen bei Hof Hagen die Waldgebiete Bauernholz und das Medower Herrenholz. Kleinere Erhebungen im Gemeindegebiet sind der Kronsberg, Teiglerberg, Warricksberg und der Kreienberg, ein Krähenberg.
Am 1. Januar 2016 wurde die zwischen Langenhagen und Techentin verlaufende Landesstraße 15 zur Bundesstraße 392 heraufgestuft, womit Langenhagen an das überregionale Straßennetz angebunden ist. Über Goldberg erreicht man die Bundesstraße 192 und über diese die Bundesautobahn 19 über den Anschluss Malchow.

## Geschichte
Als Borwin I., Fürst von Mecklenburg, 1219 das Kloster Sonnenkamp in Neukloster gründete, übereignete er einige seiner Besitzungen, darunter Techutin, XX mansos et stagnum cum adiacente silua …. Gemeint waren Techentin mit 20 Hufen und der Langenhägener See mit dem umliegenden Wald. 1267 verlieh Papst Clemens IV. den Nonnen in Neukloster einen Schirmbrief, in dem auch das Dorf Techentin mit seinen umliegenden Ländereien, dem Wald, dem See und der Mühle, erwähnt wird. Hier wurde erstmals Hagen als ein umzäuntes Stück Land genannt. Am 1. August 1272 bestätigte Nikolaus I., Fürst von Werle, in Güstrow dem Kloster den Besitz einer Mühle am Häger See, die aber nur kurze Zeit stand. 1319 wurde dann in einer Heberolle des Klosters Sonnenkamp unter seinen Besitzungen erstmals Langenhagen als Techentinerhagen mit 16 Hufen erwähnt. Das wäre die erste urkundliche Erwähnung des Dorfes.
Ihre Höfe hatten die Siedler um das Ost- und Südufer des Häger Sees herum angelegt. Hinter dem Gehöft wurde der Wald gerodet und es entstand so das Hagen- oder Waldhufendorf. Jeder Bauer bewirtschaftet von Anfang an seinen Acker hinter seiner Hufe ohne Flurzwang. Die Abgaben gingen bis zur Reformation an das Kloster Sonnenkamp. Eine Hufe gehörte der Kirche in Techentin, eine halbe Hufe war zum Rossdienst verpflichtet. Aus ihr ging später Hof Hagen hervor. Die Grenze zwischen beiden wurde willkürlich gezogen, also weitgehend ohne Nutzung natürlicher Orientierungspunkte. Neben dem Fischfang durch das Kloster hatte auch der Techentiner Pastor das Recht der Fischerei auf dem Langhägener See. Westlich des Sees hinter den Techentiner Wiesen befindet sich heute noch der Fischerberg.
Aus der Ortsbezeichnung Techentiner Hagen wurde im 18. Jahrhundert der Ortsname Langenhagen, weil sich das Dorf über zwei Kilometer um den See herumzieht.

### Dorf
1496 bewirtschafteten zehn Bauern die 16 Hufen. Nach der Kaiserbede, einer gesetzlich fixierten Geldabgabe, hatten drei Bauern zwei Hufen unter dem Haken. Das war ein Wirtschaftsbetrieb mit der Nutzung von Weiden, Wiesen, Wald und dem See des Dorfgebietes. Achim Butere und Sohn Gherke hatten am 4. März 1501 für die Vikaren im Kloster Dobbertin sechs Lübische Strahlmark und acht Schillinge jährlich als Rente aus ihrem Hof und Acker vermacht.
Die Anzahl der Bauerngehöfte mit einer Nutzfläche bis 33 Hektar blieb bis Mitte des 20. Jahrhunderts bestehen. Der Dreißigjährige Krieg hatte auch Techentinerhagen in Mitleidenschaft gezogen. Nach den Techentiner Visitationsprotokollen konnten die Bauern statt der 12 Scheffel Getreide vor dem Kriege 1662 nur noch vier Scheffel liefern. Um 1700 mussten die zehn Bauern noch auf dem Domanialhof in Medow ihre Dienste leisten. 1813 gab es vier Büdner und 1843 waren es acht, die ein Katen (Haus) besaßen. Sie waren Handwerker und betrieben zeitweilig eine Schmiede, eine Branntweinhandlug und den Dorfkrug. 1867 hatten sich noch fünf Häusler angesiedelt, 1906 waren es zwölf. Die Häusler fanden Arbeit in der Forst, auf dem Hof Hagen und in Goldberg. Zu dieser Zeit lebten etwa 240 Einwohner in Langenhagen. Seit 1813 ist eine Dorfschule nachweisbar, ab 1866 wurde an der Schule wieder gebaut, die ab 1962 als Kindergarten und bis 1991 als Konsum genutzt wurde. Nach der Trockenlegung des Langenhäger Sees siedelten sich die Büdner und Häusler auf dem Uferstreifen an, die Bauernhöfe standen so teilweise in der zweiten Reihe. In der Nacht vom ersten auf den zweiten September 1920 brannte die Scheune und das Viehhaus des Hofbesitzers Jacobs ab. Das Vieh samt Maschinen verbrannten, auch bei der Witwe Jacobs kamen elf Kühe um. Brandstiftung wurde vermutet.
Nach dem Zweiten Weltkrieg gründete sich in Langenhagen 1952 eine LPG. Um 1970 gingen die Ackerflächen in die LPG (P) Goldberg ein, der Tierbestand wurde von der LPG (T) Diestelow übernommen. Heute werden die landwirtschaftlichen Nutzflächen von fünf Betrieben aus Nachbarorten bewirtschaftet.
Zeitgleich mit den Kommunalwahlen am 7. Juni 2009 fusionierten die Gemeinden Techentin und Langenhagen zur neuen Gemeinde Techentin.

### Besonderheiten
→ Siehe auch Liste der Baudenkmale in Techentin
- Langenhagen hatte einen Cholera-Friedhof.

1859 brach in Goldberg die Cholera aus, an der in wenigen Wochen 311 Menschen starben. Die Seuche kam auch nach Langenhagen, dort starb der Bauer Pelzer mit seiner Familie an der Cholera. Auch von den Langenhägener Bauern, die in Goldberg weiter ihre Waren verkauften, starben sechs Leute. Eine Bestattung auf dem Friedhof in Techentin wurde wegen der Angst vor Ansteckungen verweigert. So begruben die Langenhäger ihre Toten an der entlegensten Ecke der eigenen Feldmark nach Zidderich hin. Gegenüber der Einmündung der Ziddericher Landstraße auf die Straße nach Goldberg stand einst ein eisernes Kreuz und die Sandkuhle hieß Cholera-Friedhof. Heute erinnert nur noch der Flurname Cholera-Friedhof an dieses Ereignis.
- Langenhagen mit seinem Naturschutzgebiet Langenhägener Seewiesen und den Kranichschlafplätzen nennt sich auch Kranichdorf.
- Langenhagen war Außenstandort der IGA 2003 und BUGA 2009.
- Langenhagen hat ein in Mecklenburg einmaliges Wasserschneckenschöpfwerk als Technisches Denkmal.

### Gedruckte Quellen
- Mecklenburgisches Urkundenbuch (MUB)

### Ungedruckte Quellen
- Landeshauptarchiv Schwerin (LHAS)
  - LHAS 1.5-4/3 Urkunden Kloster Dobbertin. Regesten Nr. 197 Techentinerhagen, 1501.
  - LHAS 5.12-3/1 Mecklenburg-Schwerinsches Ministerium des Innern.
    - Gendarmerie, Nr. 22250/327 Gendarm Ernst Joachim Friedrich Rohdass aus Langenhagen, 1900–1929.
    - Landgemeinde, Nr. 6812 Gemeinde, Dorfschaft und Schulzenamt in Langenhagen, 1871–1942.

  - LHAS 5.12-3/19 Großherzogliche Ansiedlungskommission.
  - LHAS 5.12-4/3 Ministerium für Landwirtschaft, Domänen und Forsten, Abt. Siedlungsamt. Nr. 1466 Langenhagen, Siedlung in der Gemeinde 1920–1942.
  - LHAS 5.12-7/1 Mecklenburg-Schwerinsches Ministerium für Unterricht, Kunst, geistliche und Medizinalangelegenheiten. Nr. 4215 Schule in Langenhagen, 1866–1901.
- Landeskirchliches Archiv Schwerin (LKAS)
  - LKAS, OKR Schwerin, Specialia Abt. 4 Nr. 056 Begräbnisplatz 1859–1905.

## Karten
- Topographische oekonomische und militaerische Charte des Herzogthums Mecklenburg-Schwerin, Klosteramt Dobbertin mit der Sandpropstei vom Grafen Schmettau 1758.
- Wiebekingsche Karte von Mecklenburg 1786.
- Plan vom Dorfe Langenhagen und Umgebungen 1862.